# خانه آرومارتروسیان
خانه آرومارتروسیان مربوط به دوره قاجار است و در اصفهان ـ خیابان حکیم نظامی، کوچه شیره کشخانه واقع شده و این اثر در تاریخ ۱۸ آذر ۱۳۵۴ با شمارهٔ ثبت ۱۱۴۳ به‌عنوان یکی از آثار ملی ایران به ثبت رسیده‌است.